# Friedwardt Winterberg
Friedwardt Winterberg (Berlín, Alemania, 12 de junio de 1929) es un físico teórico y profesor universitario de la Universidad de Nevada en Reno germano-estadounidense. Con más de 260 publicaciones y tres libros escritos, Winterberg es conocido por su trabajo de investigación en áreas que van desde la relatividad general, física de la escala de Planck, fusión nuclear, y los plasmas. Su obra sobre la propulsión de cohetes nucleares le valió la Medalla de Oro Hermann Oberth de la Fundación para Viajes Espaciales Internacionales Wernher von Braun y una citación por parte de la Legislatura de Nevada en 1981. también es un miembro honorario de la Sociedad Aeroespacial Alemana Lilienthal-Oberth.
Es conocido por su propuesta de colocar relojes atómicos precisos en satélites que orbitan la Tierra para poder probar la Relatividad General en forma directa, su activismo por la fusión nuclear, su propuesta para probar en forma experimental la teoría del geodínamo de Elsasser, su defensa del científico de cohetes Arthur Rudolph, y su participación en la disputa de prioridad entre Albert Einstein y David Hilbert.

## Biografía
Winterberg nació en 1929 en Berlín, Alemania. En 1953 recibió su MSc de la Universidad de Frankfurt mientras trabajaba para Friedrich Hund, y en 1955 recibió su PhD en física del Instituto Max Planck en Gotinga como alumno de Werner Heisenberg. Luego emigraría a los Estados Unidos, en donde obtuvo la ciudadanía de ese país.
Winterberg es bien respetado por su obra en los campos de la fusión nuclear y el plasma, y Edward Teller ha dicho que «tal vez no ha recibido la atención que se merece» por su trabajo en fusión. Es miembro electo de la organización con sede en París, la Academia Internacional de Astronáutica, que forma parte del Comité de Exploración Espacial Interestelar. Según su página de la universidad, en 1954 "hizo la primera propuesta para probar la relatividad general con relojes atómicos en satélites terrestres" y su concepto de ignición de microexplosión termonuclear fue adoptado por la Sociedad Interplanetaria Británica para su estudio de la Nave Espacial del Proyecto Daedalus. Su proyecto de investigación actual es sobre la "Hipótesis Planck Aether", "una novedosa teoría que explica tanto mecánica cuántica y la teoría de la relatividad como aproximaciones asintóticas de baja energía, y provee un espectro de partículas que son muy similares al modelo estándar. Las ecuaciones gravitacionales de Einstein y las ecuaciones electromagnéticas de Maxwell son unificadas por los modos de onda simétrica y antisimétrica de un vórtex de esponja, spinor de dirac resulta de la interacción gravitacional de los vórtices de masa positiva-negativa unidos, lo que explica por que la masa de un electrón es mucho más pequeña que la masa de Planck. El fenómeno de la carga es explicado por primera vez como el resultado de las oscilaciones de partículas unidas de masa de Planck en punto cero en filamentos de vórtex". La teoría propone que los únicos parámetros libres en las ecuaciones fundamentales de la física son la distancia, masa y tiempo de Plack, y muestra por qué R3 es espacio natural, así como SU2 es tratado como el grupo isomórfico fundamental de SO3; una alternativa a las teorías de campos de cuerdas en R10 y Teoría M en R11. Permite que el valor de la constante de estructura fina sea calculado en distancias Planck, y este valor es sorprendentemente similar al valor empírico. Ha publicado en muchas ocasiones sobre los muchos aspectos de la física desde los años 1950 hasta el presente. En 2008, Winterberg criticó la teoría de cuerdas y resaltó las deficiencias de la teoría general de relatividad de Einstein por su incapacidad de ser reconciliada con la mecánica cuántica en la conferencia de las Interpretaciones Físicas de la Teoría de la Relatividad. y publicó sus descubrimientos en Physics Essays.

## Activismo por la fusión nuclear

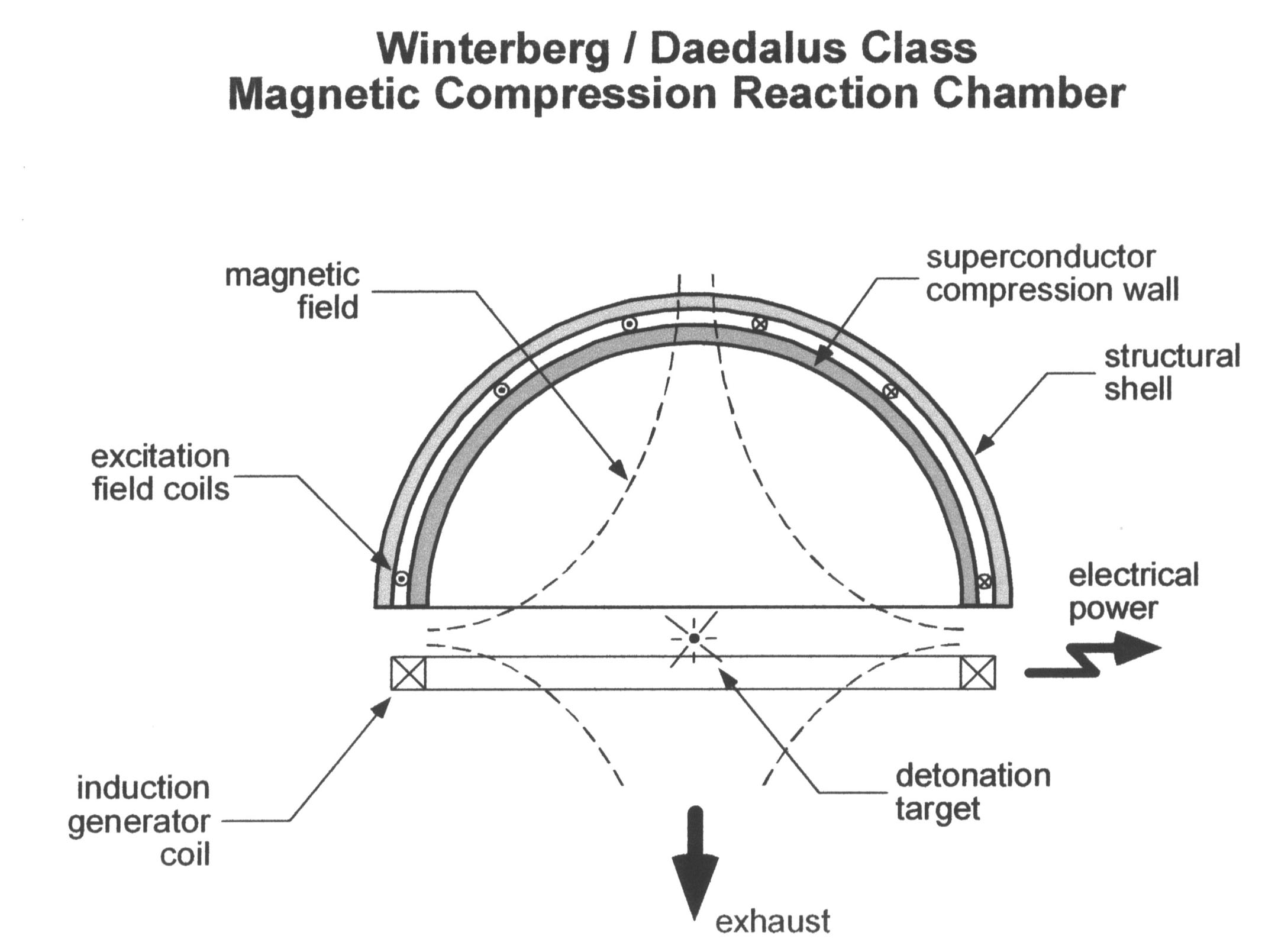
Cámara de reacción de compresión magnética clase Winterbert/Daedalus.

Winterberg ha publicado numerosos artículos en el área de la fusión por confinamiento inercial. En especial, Winterberg es conocido por la idea de fusión de impacto y el concepto del diodo aislado magnéticamente para la generación de rayos de iones de megavoltios de multi-megamperios para el calentamiento de plasmas a temperaturas de fusión termonuclear. También concibió un reactor de fusión nuclear de propulsión para viajes espaciales, el cual es llamado la Cámara de Reacción de Compresión Magnética Clase Winterbert/Daedalus, el cual fue desarrollado más adelante por el Centro de Investigación de Propulsión de Huntsville de la Universidad de Alabama. Más recientemente, diseñó una nave espacial, propulsada con micro-detonaciones de deuterio encendidas por un rayo de protones GeV, generado desde la nave espacial actuando como un capacitor cargado eléctricamente y aislado magnéticamente. Winterberg también ha desarrollado ideas para la extracción de minerales raros e industrialmente cruciales en cuerpos planetarios como la luna utilizando bombas de fusión. También formó parte de la idea de utilizar armas de rayos en el espacio exterior a finales de los años 1970 mientras trabajaba en el Desert Research Institute.
Según Dennis King, Winterberg compartió sus ideas sobre las armas de rayos con la Fuerza Aérea de los Estados Unidos y especuló sobre el tema en publicaciones para el Fusion Energy Foundation (FEF), parte del movimiento de Lyndon LaRouche. El FEF publicó un libro de Winterberg describiendo el diseño de la bomba de hidrógeno, con la esperanza de que se desclasifique la investigación sobre fusión por confinamiento inercial. Según King el FEF también financió charlas para Winterberg en otros países, y se lo citó diciendo en 1980 que él pensaba que la campaña a la presidencia de los Estados Unidos de LaRouche era la que estaba «más científicamente fundamentada».
 Winterberg contribuyó con artículos y entrevistas a la revista FEF, Fusion, y su sucesora, 21st Century Science and Technology. También participó en una conferencia de 1985 financiada en forma conjunta por el FEF y el Instituto Schiller sobre el tema de los láseres de rayos X, la Strategic Defense Initiative, y los viajes intergalácticos. La conferencia atrajo a un número de científicos interesados en la promoción de la investigación científica sobre la fusión nuclear. Winterberg nunca fue miembro de ninguna de las organizaciones políticas de LaRouche.
El 12 de noviembre de 2007, Winterberg se dirigió a la Sociedad Americana de Físicos de Física de Plasma en Orlando, Florida, impulsando esfuerzos para producir energía de fusión de manera económicamente viable, y presentó ideas sobre la dirección en la que deben ir enfocados los esfuerzos en esta área. Winterberg hizo énfasis en la fusión por confinamiento inercial.
Anteriormente, en 1963, Winterberg propuso que la ignición de micro-explosiones termonucleares podían alcanzarse utilizando un rayo intenso de micropartículas aceleradas a una velocidad de 1000 km/s. Y en 1968, Winterberg propuso utilizar rayos intensos de electrones e iones, generados por generadores Marx, para el mismo propósito. Más recientemente, Winterberg ha propuesto la ignición de una microexplosión de deuterio con un super generador Marx de un gigavoltio, que es un generador Marx impulsado por 100 generadores Marx ordinarios.

## Controversia de Rudolph
En 1983, Winterberg se vio involucrado en un escándalo que surgió sobre el ingeniero Arthur Rudolph, quien había sido llevado a los Estados Unidos luego de la Segunda Guerra Mundial como parte de la Operación Paperclip para trabajar en el programa de cohetes de los Estados Unidos. Fue Rudolph quien diseñó el enorme y famoso cohete Saturno V que llevó a Neil Armstrong a la Luna. A principios de los años 1980, el historial de Rudolph como un potencial criminal de guerra nazi en Mittelwerk salió a la luz y se volvió el centro de una controversia política luego de que la Oficina de Investigaciones Especiales (OSI)  negoció con el la renuncia de su ciudadanía estadounidense, supuestamente bajo una fuerte presión, después de lo cual regresó a Alemania. Luego de una profunda investigación por parte de las autoridades alemanas, se decidió que no había fundamentos para que sea procesado y su ciudadanía alemana fue restaurada. Rudolph inició procesos legales con la esperanza de recuperara su ciudadanía estadounidense y se le negó la entrada a los Estados Unidos en 1989.
Winterberg, caracterizado por King como "el más ferviente defensor de Rudolph", hizo lobby vigorosamente para pintar a Rudolph como una víctima, dando entrevistas a revistas y lanzando su propia investigación sobre Rudolph.
En 1992, Winterberg recibió documentos de los Archivos Federales de Alemania pos-unificaciónf que indicaban que en 1983 el OSI había solicitado información sobre el rol de Rudolph como director de la fábrica de cohetes alemana "Mittelwerke" entre 1943 y 1945 en Alemania Oriental. Alemania Oriental respondió enviando los resultados de su investigación.

## Disputa Einstein-Hilbert
Winterberg también estuvo involucrado en una disputa relacionada con la historia de la relatividad general en una controversia sobre la publicación de las ecuaciones de campo de relatividad general (tanto Albert Einstein como David Hilbert las habían publicado con un lapso de tiempo muy corto entre ambas publicaciones). En 1997, Leo Corry, Jürgen Renn y John Stachel publicaron un artículo en Science titulado "Decisión retrasada en la disputa de prioridad Hilbert-Einstein", argumentando que, luego de observar las pruebas originales del artículo de Hilbert, estas indicaban que Hilbert no había participado en la elaboración de las ecuaciones de Einstein.
Winterberg publicó una refutación de estas conclusiones en 2004, observando que la galería de pruebas de los artículos de Hilbert habían sido alteradas - parte de una página había sido arrancada. Argumentó que la parte del artículo que había sido removida contenía las ecuaciones que Einstein publicaría más adelante y supuestamente eran parte de un "vil intento de un individuo desconocido por falsificar el registro histórico". Alegó que Science se había negado a imprimir el artículo y por lo tanto se vio obligado a publicarlo en Zeitschrift für Naturforschung. El artículo de Winterberg argumentaba que pese a que faltaba una parte de las pruebas, la ecuación de campo crucial aún estaba incluida en otras páginas de las pruebas, en varias formas, incluyendo el principio variacional de Hilbert con Lagrangiano correcto del que la ecuación de campo se deriva inmediatamente. Winterberg presentó sus descubrimientos en la reunión de la Sociedad Física Estadounidense en Tampa, Florida, en abril de 2005.
Corry, Renn, y Stachel escribieron una respuesta conjunta a Winterberg, la cual alegan Zeitschrift für Naturforschung rehusó publicar sin modificaciones "inaceptables", y al no poder encontrar otra publicación, lo hicieron disponible en el internet. La respuesta acusaba a Winterberg de tergiversar la razón por la cual Science decidió no publicar su ensayo (no tenía nada que ver con la sección de la publicación en la que se suponía debía figurar), y también de tergiversar de que el ensayo publicado en Zeitschrift für Naturforschung era el mismo que había presentado a Science, y que de hecho había sido "alterado sustancialmente" luego de que Winterberg recibió los comentarios sobre el borrador anterior. De hecho, Winterberg, en su Comentario Final, había indicado claramente que el ensayo que había enviado a Science había sido una versión anterior. También disputaron que Winterberg estaba escribiendo en "el estilo paranoico" (según ha sido presentado por Richard Hofstadter) y haciendo vagas acusaciones de conspiración. Luego argumentan que la interpretación de Winterberg del ensayo de Hilbert era incorrecta, que la parte perdida del documento era poco probable que sea importante, y que gran parte de la lógica de Winterberg sobre lo que supuestamente podría haber estado en las partes perdidas estaba equivocada (incluso indicando que Winterberg alega que 1/3 de la página fue eliminado, cuando en realidad falta más de media página de un total de dos páginas cortadas) e internamente inconsistente. Después indican que probablemente existe una explicación "no paranoica" para la parte faltante de la página.
Más adelante, la respuesta original de Winterberg fue quitada de su sitio web y reemplazada por una declaración mucho más corta que decía que las conclusiones de Winterberg eran incorrectas, específicamente de que se había enfocado en el fragmento de papel que faltaba, "un hecho que no tenía trascendencia alguna en el tema en cuestión", al mismo tiempo que no lograba "abordar la sustancial diferencia entre la teoría expuesta en las pruebas" de Hilbert. La declaración también decía que Winterberg aparentemente había indicado que estaba "personalmente ofendido" por la respuesta original, y que el "Instituto Max Planck para la Historia de la Ciencia había decidido reemplazar la respuesta original más larga a su ensayo con esta versión abreviada". Esto se debió, aparentemente, a que la respuesta original tenía dos comentarios burlones en contra del profesor Winterberg; más adelante, la Sociedad Max Planck publicó una nota distanciándose de esos dos comentarios, sin hacer ningún comentario sobre la disputa científica en cuestión.
Más recientemente, Winterberg ha escrito un artículo indicando que la teoría general de la relatividad de Einstein no puede ser reconciliada con la teoría cuántica en el intento de Einstein de reducir toda la física a geometría.